# Grenze zwischen Rumänien und Serbien

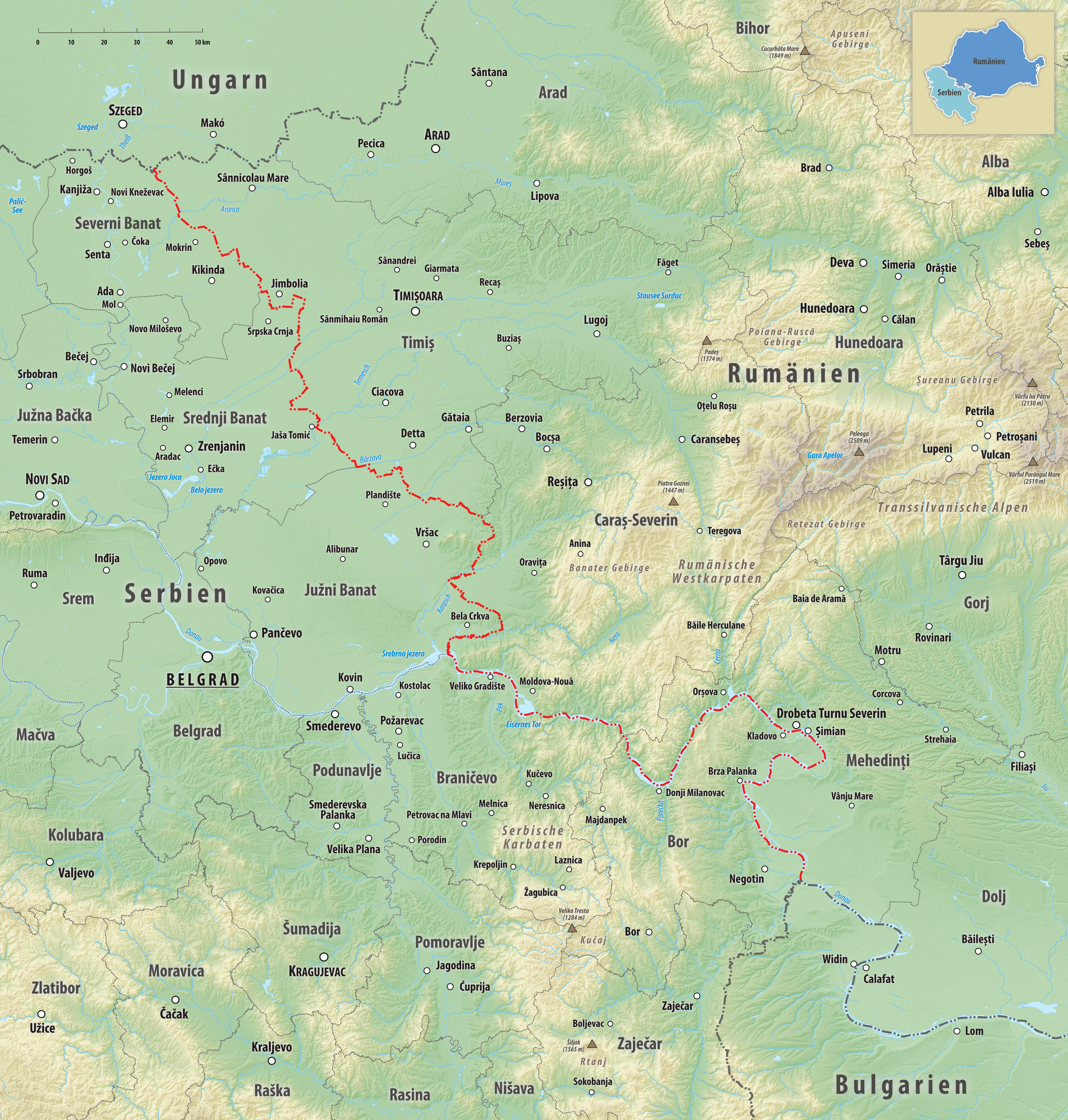
Grenzverlauf zwischen Rumänien und Serbien

Die Grenze zwischen Rumänien und Serbien ist eine Land- und Gewässergrenze. Das Grenzgebiet befindet sich in Südosteuropa und trennt das Staatsgebiet der Republik Rumänien im Südwesten und dem Binnenstaat Serbien im Nordosten.
Sie ist Außengrenze der Europäischen Union sowie des Schengen-Raums.

## Verlauf
Die 531 Kilometer lange Grenze zwischen Rumänien und Serbien verläuft in der Pannonischen Tiefebene in der historischen Region Banat. Auf ungefähr der halben Länge des Grenzverlaufs ist die Donau die Grenze. Sie trennt das Banater Gebirge und die Kleine Walachei in Rumänien von den Serbischen Karpaten und deren Nordostausläufern.
Sie wurde 1919 nach dem Ende des Ersten Weltkriegs im Friedensvertrag von Trianon zwischen dem damaligen Königreich Ungarn und dem damaligen Königreich Jugoslawien festgelegt und nach dem Zweiten Weltkrieg nicht geändert. Die Volksrepublik Rumänien und die Volksrepublik Jugoslawien zählten beide zum Ostblock. Die Lebensbedingungen in Rumänien unter Ceaușescu waren weitaus schlechter als in Jugoslawien unter Tito, sodass tausende Bürger Rumäniens hier versuchten, nach Jugoslawien zu fliehen.
Die Republik Serbien liegt in der mitteleuropäischen Zeitzone (MEZ), Rumänien in der osteuropäischen Zeitzone (OEZ).

## Gemeinden an der Staatsgrenze (von Nord nach Süd)
| SERBIEN       | SERBIEN               | SERBIEN          |                                       | RUMÄNIEN      | RUMÄNIEN   | RUMÄNIEN |
| Okrug Bezirk  | Gemeinde              | Grenz- übertritt | Grenz- übertritt                      | Gemeinde      | Kreis      |          |
| ------------- | --------------------- | ---------------- | ------------------------------------- | ------------- | ---------- | -------- |
| Ungarn        |                       |                  |                                       |               |            |          |
| Severni Banat | Novi Kneževac         |                  | P a n o n i s c h e T i e f e b e n e |               | Beba Veche | Timiș    |
| Severni Banat | Novi Kneževac         | Dudeștii Vechi   | P a n o n i s c h e T i e f e b e n e |               |            | Timiș    |
| Severni Banat | Čoka                  |                  | P a n o n i s c h e T i e f e b e n e |               |            | Timiș    |
| Severni Banat | Valcani               |                  | P a n o n i s c h e T i e f e b e n e |               |            | Timiș    |
| Severni Banat | Kikinda               |                  | P a n o n i s c h e T i e f e b e n e |               |            | Timiș    |
| Severni Banat | Teremia Mare          |                  | P a n o n i s c h e T i e f e b e n e |               |            | Timiș    |
| Severni Banat | Comloșu Mare          |                  | P a n o n i s c h e T i e f e b e n e |               |            | Timiș    |
| Severni Banat | Jimbolia              |                  | P a n o n i s c h e T i e f e b e n e |               |            | Timiș    |
| Srednji Banat | Nova Crnja            |                  | P a n o n i s c h e T i e f e b e n e |               |            | Timiș    |
| Srednji Banat | Nova Crnja            | Checea           | P a n o n i s c h e T i e f e b e n e |               |            | Timiș    |
| Srednji Banat | Žitište               |                  | P a n o n i s c h e T i e f e b e n e |               |            | Timiș    |
| Srednji Banat | Uivar                 |                  | P a n o n i s c h e T i e f e b e n e |               |            | Timiș    |
| Srednji Banat | Otelec                |                  | P a n o n i s c h e T i e f e b e n e |               |            | Timiș    |
| Srednji Banat | Foeni                 |                  | P a n o n i s c h e T i e f e b e n e |               |            | Timiș    |
| Srednji Banat | Sečanj                |                  | P a n o n i s c h e T i e f e b e n e |               |            | Timiș    |
| Srednji Banat | Giera                 |                  | P a n o n i s c h e T i e f e b e n e |               |            | Timiș    |
| Srednji Banat | Livezile              |                  | P a n o n i s c h e T i e f e b e n e |               |            | Timiș    |
| Južni Banat   | Plandište             |                  | P a n o n i s c h e T i e f e b e n e |               |            | Timiș    |
| Južni Banat   | Plandište             | Banloc           | P a n o n i s c h e T i e f e b e n e |               |            | Timiș    |
| Južni Banat   | Plandište             | Denta            | P a n o n i s c h e T i e f e b e n e |               |            | Timiș    |
| Južni Banat   | Plandište             | Moravița         | P a n o n i s c h e T i e f e b e n e |               |            | Timiș    |
| Južni Banat   | Vršac                 |                  | P a n o n i s c h e T i e f e b e n e |               |            | Timiș    |
| Južni Banat   | Jamu Mare             |                  | P a n o n i s c h e T i e f e b e n e |               |            | Timiș    |
| Južni Banat   |                       | Forotic          | P a n o n i s c h e T i e f e b e n e | Caraș-Severin |            |          |
| Južni Banat   | Vărădia               |                  | P a n o n i s c h e T i e f e b e n e | Caraș-Severin |            |          |
| Južni Banat   | Vrani                 |                  | P a n o n i s c h e T i e f e b e n e | Caraș-Severin |            |          |
| Južni Banat   | Berliște              |                  | P a n o n i s c h e T i e f e b e n e | Caraș-Severin |            |          |
| Južni Banat   | Bela Crkva            |                  | P a n o n i s c h e T i e f e b e n e | Caraș-Severin |            |          |
| Južni Banat   | Ciuchici              |                  | P a n o n i s c h e T i e f e b e n e | Caraș-Severin |            |          |
| Južni Banat   | Naidăș                |                  | P a n o n i s c h e T i e f e b e n e | Caraș-Severin |            |          |
| Južni Banat   | Ciuchici              |                  | P a n o n i s c h e T i e f e b e n e | Caraș-Severin |            |          |
| Južni Banat   | Socol                 |                  | P a n o n i s c h e T i e f e b e n e | Caraș-Severin |            |          |
| Braničevo     | Veliko Gradište       |                  | D o n a u                             | Caraș-Severin |            |          |
| Braničevo     | Veliko Gradište       | Pojejena         | D o n a u                             | Caraș-Severin |            |          |
| Braničevo     | Veliko Gradište       | Moldova Nouă     | D o n a u                             | Caraș-Severin |            |          |
| Braničevo     | Golubac               |                  | D o n a u                             | Caraș-Severin |            |          |
| Braničevo     | Coronini              |                  | D o n a u                             | Caraș-Severin |            |          |
| Braničevo     | Sichevița             |                  | D o n a u                             | Caraș-Severin |            |          |
| Braničevo     | Berzasca              |                  | D o n a u                             | Caraș-Severin |            |          |
| Bor           | Majdanpek             |                  | D o n a u                             | Caraș-Severin |            |          |
| Bor           | Majdanpek             |                  | D o n a u                             | Svinița       | Mehedinți  |          |
| Bor           | Majdanpek             | Dubova           | D o n a u                             |               | Mehedinți  |          |
| Bor           | Kladovo               |                  | D o n a u                             |               | Mehedinți  |          |
| Bor           | Eșelnița              |                  | D o n a u                             |               | Mehedinți  |          |
| Bor           | Orșova                |                  | D o n a u                             |               | Mehedinți  |          |
| Bor           | Ilovița               |                  | D o n a u                             |               | Mehedinți  |          |
| Bor           | Drobeta Turnu Severin |                  | D o n a u                             |               | Mehedinți  |          |
| Bor           | Șimian                |                  | D o n a u                             |               | Mehedinți  |          |
| Bor           | Hinova                |                  | D o n a u                             |               | Mehedinți  |          |
| Bor           | Devesel               |                  | D o n a u                             |               | Mehedinți  |          |
| Bor           | Burila Mare           |                  | D o n a u                             |               | Mehedinți  |          |
| Bor           | Negotin               |                  | D o n a u                             |               | Mehedinți  |          |
| Bor           | Gogoșu                |                  | D o n a u                             |               | Mehedinți  |          |
| Bor           | Gruia                 |                  | D o n a u                             |               | Mehedinți  |          |
| Bor           | Pristol               |                  | D o n a u                             |               | Mehedinți  |          |
| Bulgarien     |                       |                  |                                       |               |            |          |

## Grenzübergänge
Grenzübergänge zwischen Rumänien und Serbien befinden sich:
| Straßenverkehr          | Straßenverkehr | Straßenverkehr | Straßenverkehr                    | Straßenverkehr         |
| Ortschaften in Rumänien |                |                |                                   | Ortschaften in Serbien |
| ----------------------- | -------------- | -------------- | --------------------------------- | ---------------------- |
| Jimbolia                | DN59A          | (⊙)            | M12                               | Srpska Crnja           |
| Moravița                | DN59           | (⊙)            | Vorlage:RSIGN/Wartung/Parameter 6 | Vršac                  |
| Naidăș                  | DN57C          | (⊙)            | M18                               | Bela Crkva             |
| Porțile de Fier I       | DN6A           | (⊙)            | M35                               | Novi Sip               |
| Porțile de Fier II      | DN56B          | (⊙)            | 168                               | Dušanovac              |

| Bahnverkehr                                          | Bahnverkehr                       |
| ---------------------------------------------------- | --------------------------------- |
| Bahnstrecke Timișoara–Jimbolia–Kikinda               | (⊙)                               |
| Bahnstrecke Timișoara–Belgrad (kein Personenverkehr) | (⊙)                               |
| Donauhäfen in Rumänien                               |                                   |
| Moldova Veche                                        | DN57                              |
| Orșova                                               | Vorlage:RSIGN/Wartung/Parameter 6 |
| Drobeta Turnu Severin                                | Vorlage:RSIGN/Wartung/Parameter 6 |